# ريس نيلسون
ريس نيلسون (بالإنجليزية: Reiss Nelson)‏ (10 ديسمبر 1999 في المملكة المتحدة - ) هو لاعب كرة قدم بريطاني في مركز جناح ‏. لعب مع نادي أرسنال ونادي هوفنهايم.

## وصلات خارجية
- ريس نيلسون على موقع الاتحاد الأوربي (الإنجليزية)
- ريس نيلسون على موقع إي إس بي إن إف سي (الإنجليزية)
- ريس نيلسون على موقع قاعدة بيانات كرة القدم.إي يو (الإنجليزية)
- ريس نيلسون على موقع ليكيب (الفرنسية)
- ريس نيلسون على موقع Soccerbase.com (لاعب) (الإنجليزية)
- ريس نيلسون على موقع Soccerway.com (الإنجليزية)
- ريس نيلسون على موقع عالم كرة القدم.نت (الإنجليزية)